# آنیوا
شهر آنیوا (به روسی: Анива) در کشور روسیه و در اوبلاست ساخالین واقع شده‌است.